# Şen
Şen ist ein türkischer weiblicher und männlicher Vorname sowie Familienname mit der Bedeutung „fröhlich, heiter, lustig“.

## Namensträger

### Familienname
- Ahmet Başar Şen (* 1967), türkischer Diplomat
- Ali Şen (1918–1989), türkischer Schauspieler
- Ayşe Şen (* 1988), türkischstämmige Influencerin, Webvideoproduzentin und Autorin
- Batuhan Şen (* 1999), türkischer Fußballtorhüter
- Erdem Şen (* 1989), türkischer Fußballspieler
- Eren Şen (* 1984), deutscher Fußballspieler
- Faruk Şen (1948–2025), türkisch-deutscher Ökonom und Migrationswissenschaftler
- Fatih Şen (* 1984), türkischer Fußballspieler
- Gönül Şen-Menzel (1949–2014), türkische bildende Künstlerin
- İlhan Şen (* 1987), türkischer Schauspieler
- Mesut Şen (1944–2020), türkischer Fußballspieler und -trainer
- Mustafa Şen (* 1982), türkischer Fußballspieler
- Rifat Şen (* 1990), österreichischer Fußballspieler und -trainer
- Şener Şen (* 1941), türkischer Schauspieler
- Utku Şen (* 1998), deutscher Fußballspieler
- Volkan Şen (* 1987), türkischer Fußballspieler
- Yılmaz Şen (1943–1992), türkischer Fußballspieler